# Stenaleyrodes
Stenaleyrodes is een geslacht van halfvleugeligen (Hemiptera) uit de familie witte vliegen (Aleyrodidae), onderfamilie Aleurodicinae.
De wetenschappelijke naam van dit geslacht is voor het eerst geldig gepubliceerd door Takahashi in 1938. De typesoort is Stenaleyrodes vinsoni.

## Soorten
Stenaleyrodes omvat de volgende soorten:
- Stenaleyrodes papillote Martin & Streito, 2003
- Stenaleyrodes vinsoni Takahashi, 1938